# Rue Saint-Maur (métro de Paris)
Pour les articles homonymes, voir Rue Saint-Maur (homonymie) et Saint-Maur.
Rue Saint-Maur est une station de la ligne 3 du métro de Paris, située dans le 11e arrondissement de Paris.

## Situation
La station est implantée au nord-est du quartier Saint-Ambroise, sous l'avenue de la République entre la rue Saint-Maur et la rue Servan. Approximativement orientée selon un axe nord-ouest/sud-est, elle s'intercale entre les stations Parmentier et Père Lachaise, cette dernière étant précédée d'un raccordement de service avec la ligne 2, embranché en pointe sur la voie en direction de Gallieni.

## Histoire
La station est ouverte le 19 octobre 1904 avec la mise en service du premier tronçon de la ligne 3 entre les terminus provisoires d'Avenue de Villiers (aujourd'hui Villiers) et de Père Lachaise.
Elle doit sa dénomination initiale de Saint-Maur à sa proximité avec la rue Saint-Maur, laquelle correspond à un ancien chemin qui conduisait de l'abbaye de Saint-Maur à l'abbaye de Saint-Denis, et reprend le nom de la première qui recueillit les reliques de saint Maur en 868.
Comme un tiers des stations du réseau entre 1974 et 1984, les quais de la station font l'objet d'une modernisation par l'adoption du style décoratif « Andreu-Motte », de couleur marron orangé avec le renouvellement à l'identique du carrelage blanc biseauté d'origine en l'occurrence.
Le 1er septembre 1998, la station est rebaptisée Rue Saint-Maur afin de ne pas induire en erreur les voyageurs se rendant à la commune de Saint-Maur-des-Fossés, au sud-est de Paris, et d'éviter toute confusion avec les gares de la ligne A du RER situées le territoire de cette ville.
La station est depuis lors une des huit du réseau dont la dénomination actuelle précise en préfixe la typologie de la voie dont elle reprend le toponyme (hors places et ponts), avec les stations Quai de la Rapée (ligne 5), Quai de la Gare (ligne 6), Rue de la Pompe (ligne 9), Rue des Boulets (ligne 9), Avenue Émile-Zola (ligne 10), Rue du Bac (ligne 12) et Malakoff - Rue Étienne-Dolet (ligne 13).
Dans le cadre du programme « Renouveau du métro » de la RATP, les couloirs de la station sont rénovés à leur tour dans le courant des années 2000.

### Fréquentation
Selon les estimations de la RATP, la station a vu entrer 2 924 501 voyageurs en 2019, ce qui la place à la 180e position des stations de métro pour sa fréquentation sur 302,. En 2020, avec la crise du Covid-19, son trafic annuel tombe à 1 331 250 voyageurs, la reléguant alors au 195e rang, avant de remonter progressivement en 2021 avec 2 004 445 entrants comptabilisés, ce qui la classe à la 178e position des stations du réseau pour sa fréquentation cette année-là.

## Service aux voyageurs

### Accès
La station dispose de quatre accès, dont trois entrées et une sortie secondaire, tous établis sur l'avenue de la République :
- l'accès no 1 « Rue Saint-Maur », constitué d'un escalier fixe, débouchant au droit du no 74 de l'avenue précitée ;
- l'accès no 2 « Rue Servan », constitué d'un escalier mécanique montant permettant uniquement la sortie, se trouvant face au no 90 bis de l'avenue ;
- l'accès no 3 « Rue Saint-Hubert », constitué d'un escalier fixe, se situant également au droit du no 90 bis de l'avenue ;
- l'accès no 4 « Rue des Bluets », également constitué d'un escalier fixe, débouchant face au no 79 de l'avenue.

L'accès no 1 est orné d'un édicule Guimard, lequel fait l'objet d'une inscription au titre des monuments historiques par l'arrêté du 29 mai 1978, protection renouvelée le 12 février 2016. Les trois autres bouches de métro sont agrémentées de balustrades en fer forgé dans le style Dervaux des années 1930, tandis que l'accès no 3 est signalé par un mât avec un « M » jaune inscrit dans un cercle.

Accès à la station
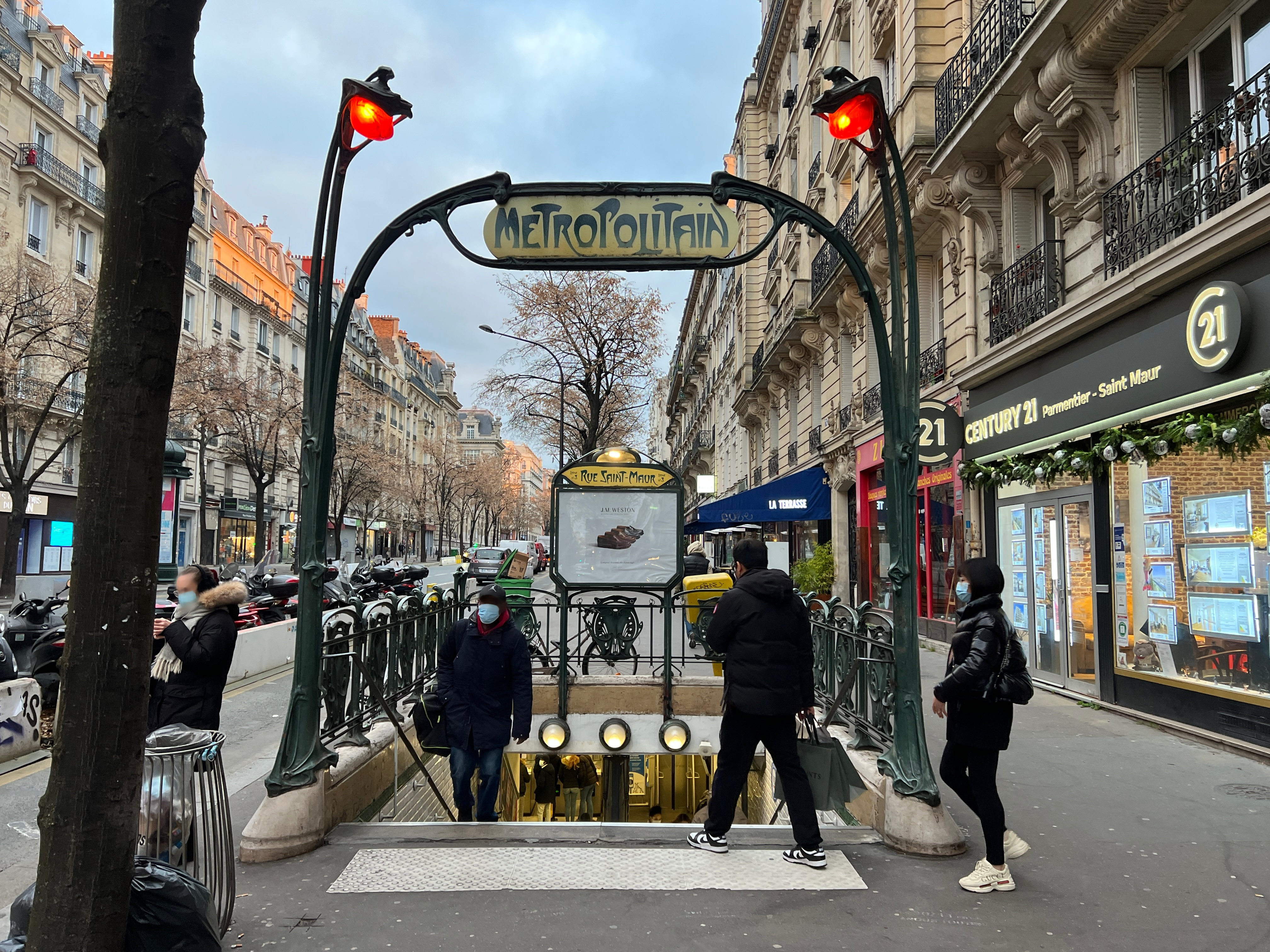
L'accès no 1, « Rue Saint-Maur ».
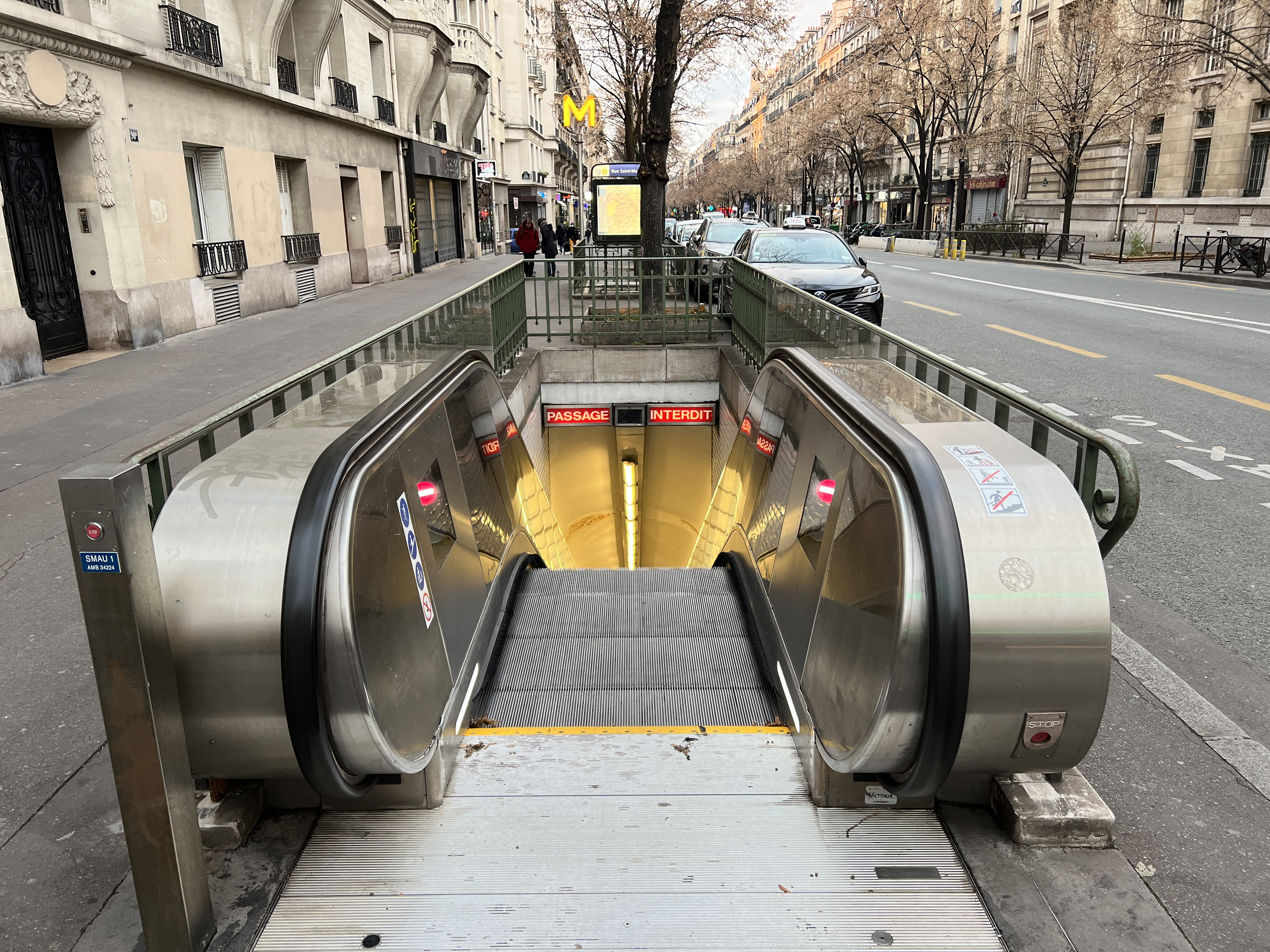
La sortie no 2, « Rue Servan ».
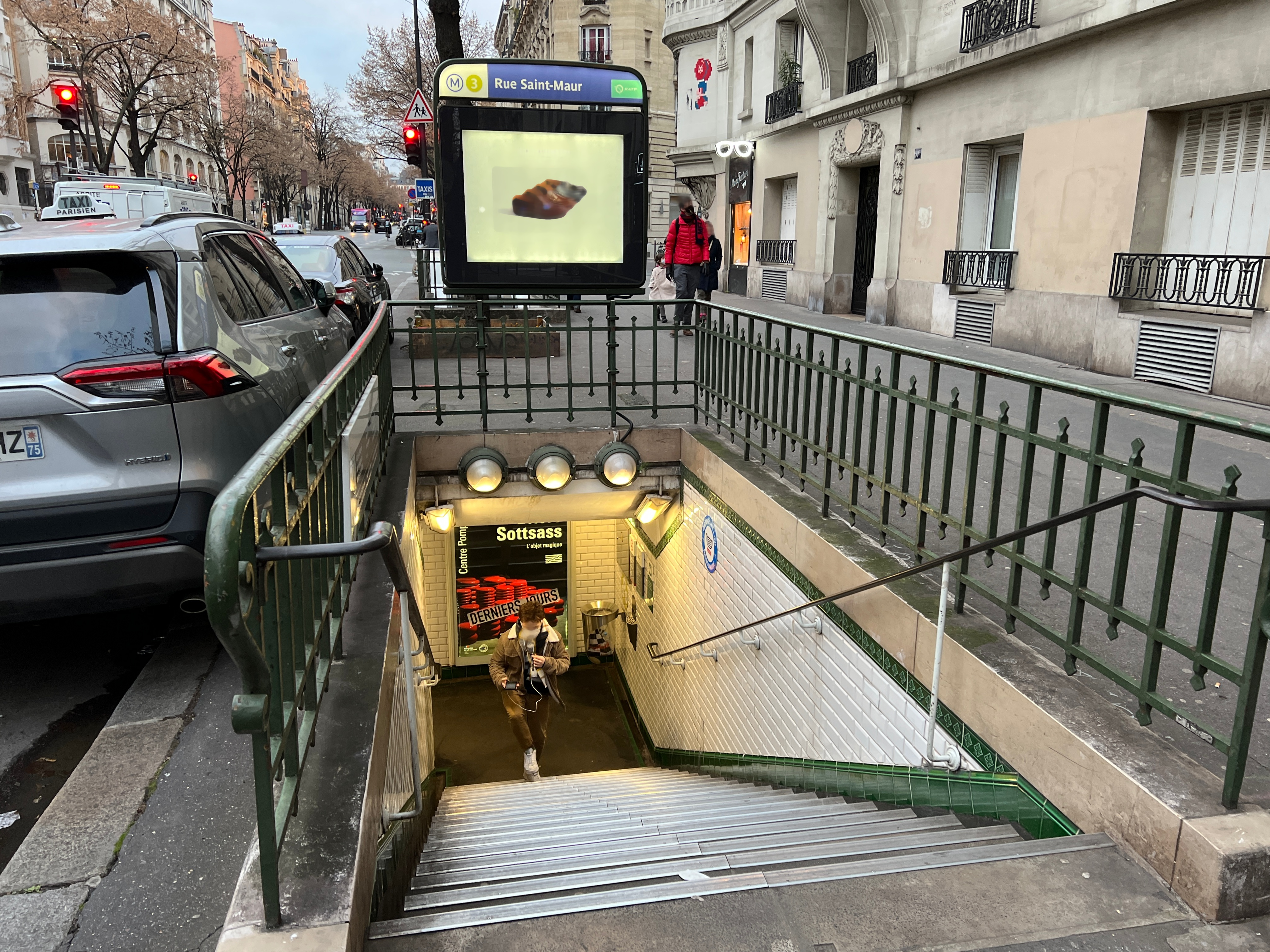
L'accès no 3, « Rue Saint-Hubert ».
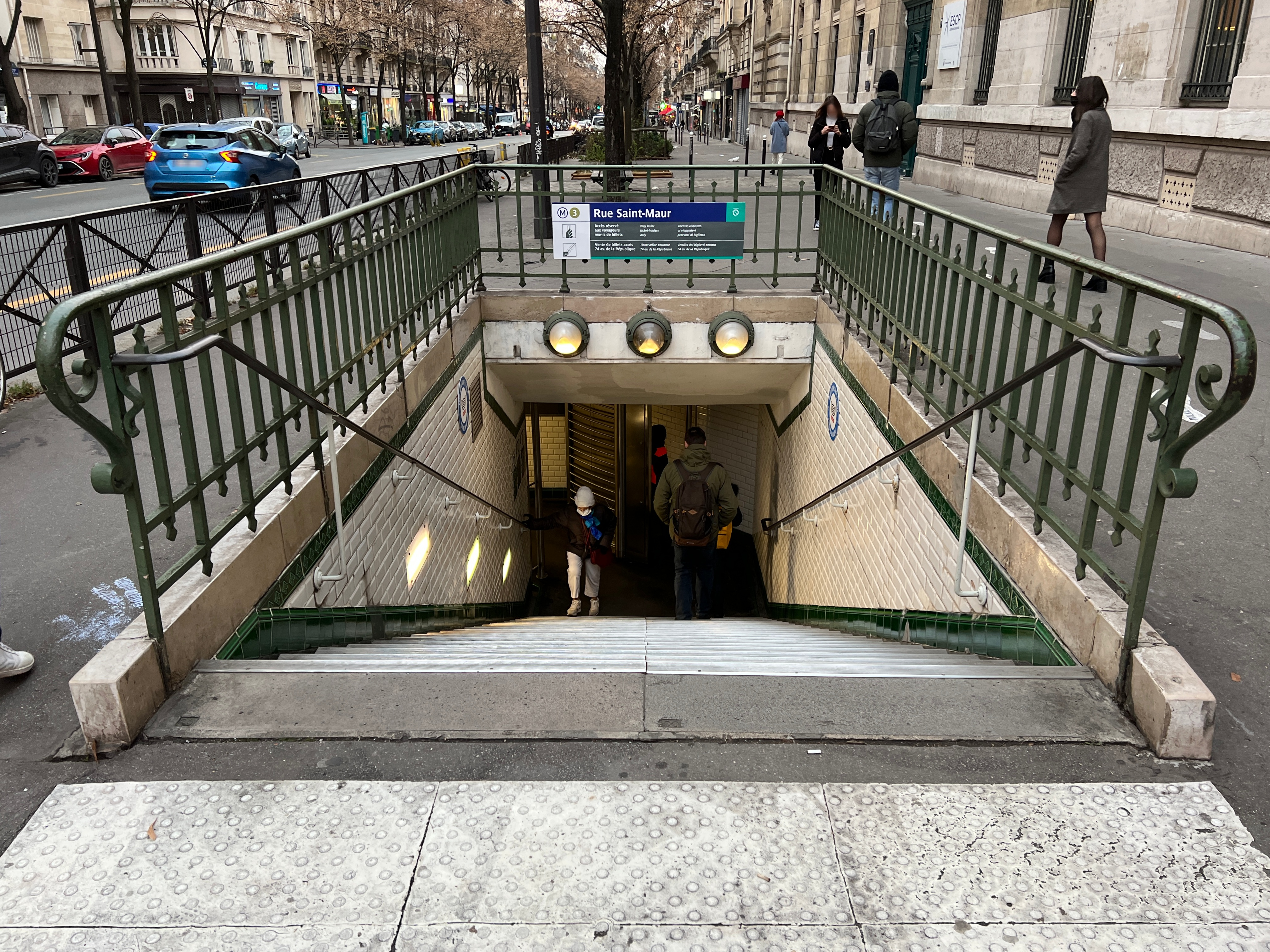
L'accès no 4, « Rue des Bluets ».

### Quais
Rue Saint-Maur est une station de configuration standard pour le métro de Paris : elle possède deux quais, d'une longueur conventionnelle de 75 mètres, séparés par les voies du métro situées au centre et la voûte est elliptique. La décoration est de style « Andreu-Motte » avec deux rampes lumineuses marron orangé, des banquettes et certains débouchés de couloirs traités en carrelage marron plat ainsi que des sièges « Motte » de couleur orange. Les carreaux en céramique blancs biseautés recouvrent les piédroits, la voûte, les tympans et le restant des débouchés de couloirs. Les cadres publicitaires sont métalliques et le nom de la station est inscrit en police de caractères Parisine sur des plaques émaillées.
Il s'agit d'une des rares stations du réseau à présenter encore le style « Andreu-Motte » dans son intégralité, si l'on exclut les tympans (dont le traitement avec du carrelage plat de couleur n'était pas systématique).

Quais de la station
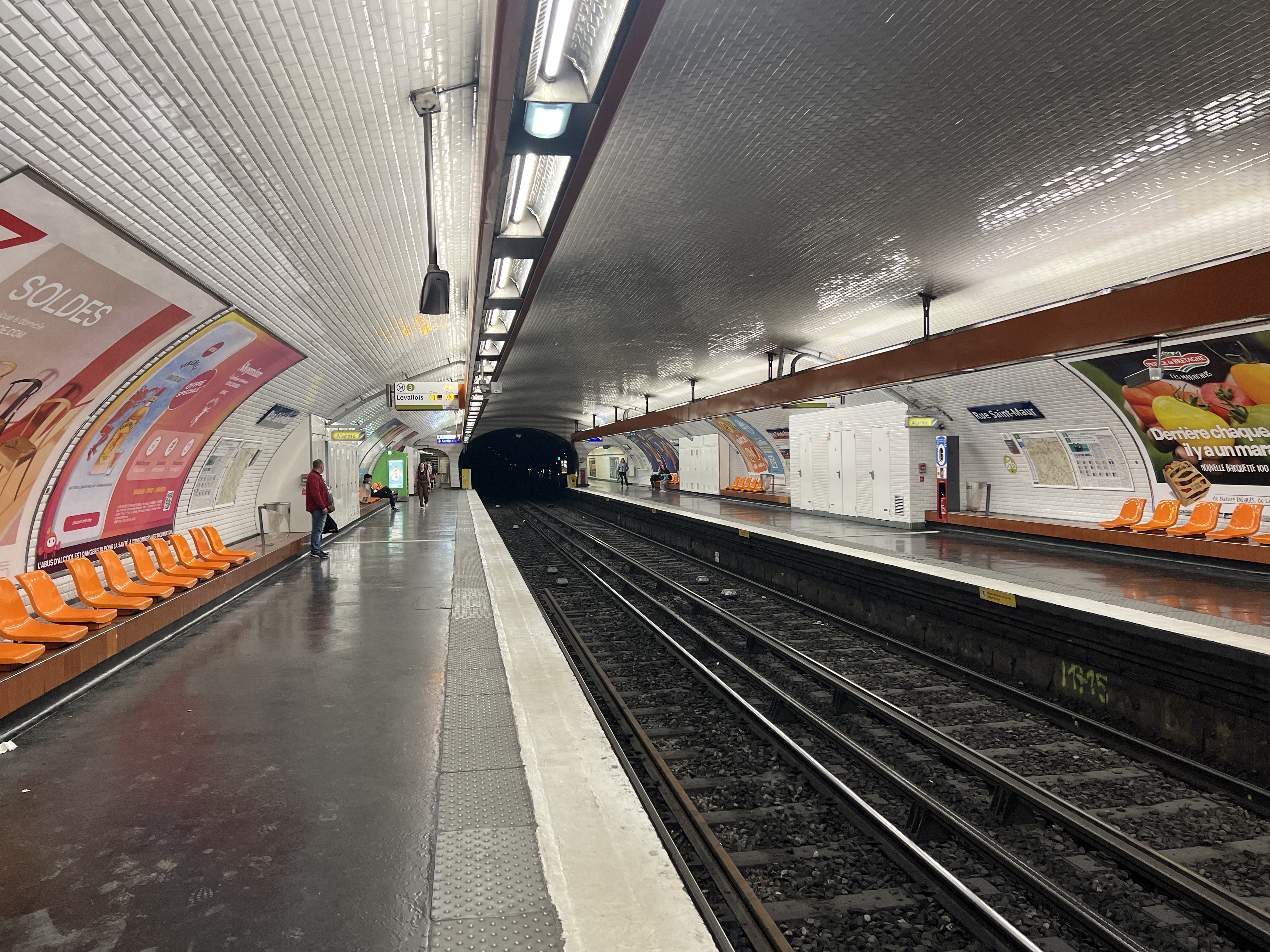
Les quais de la station, vus en direction de Gallieni.
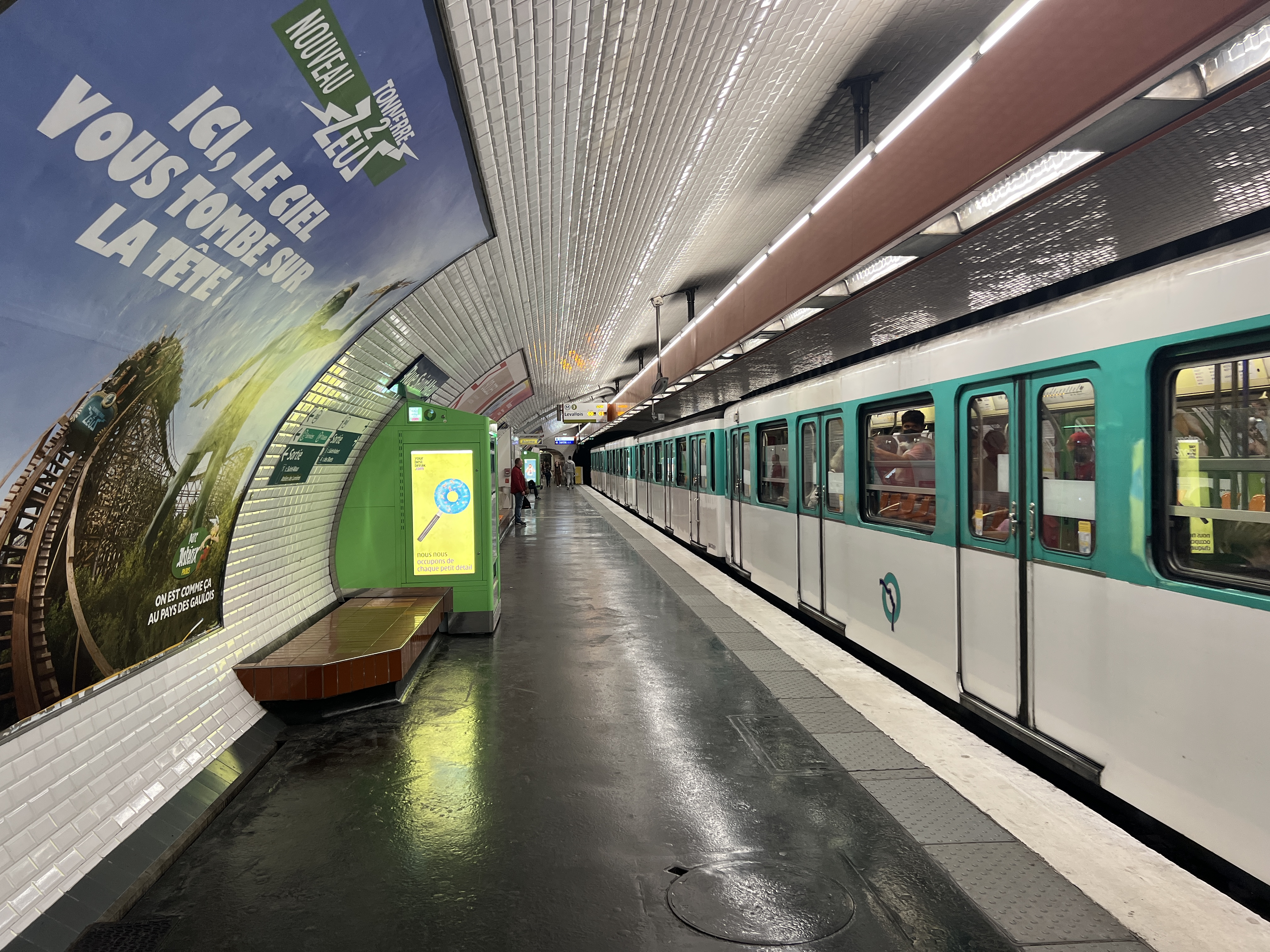
Arrêt d'une rame MF 67 pour Pont de Levallois - Bécon.
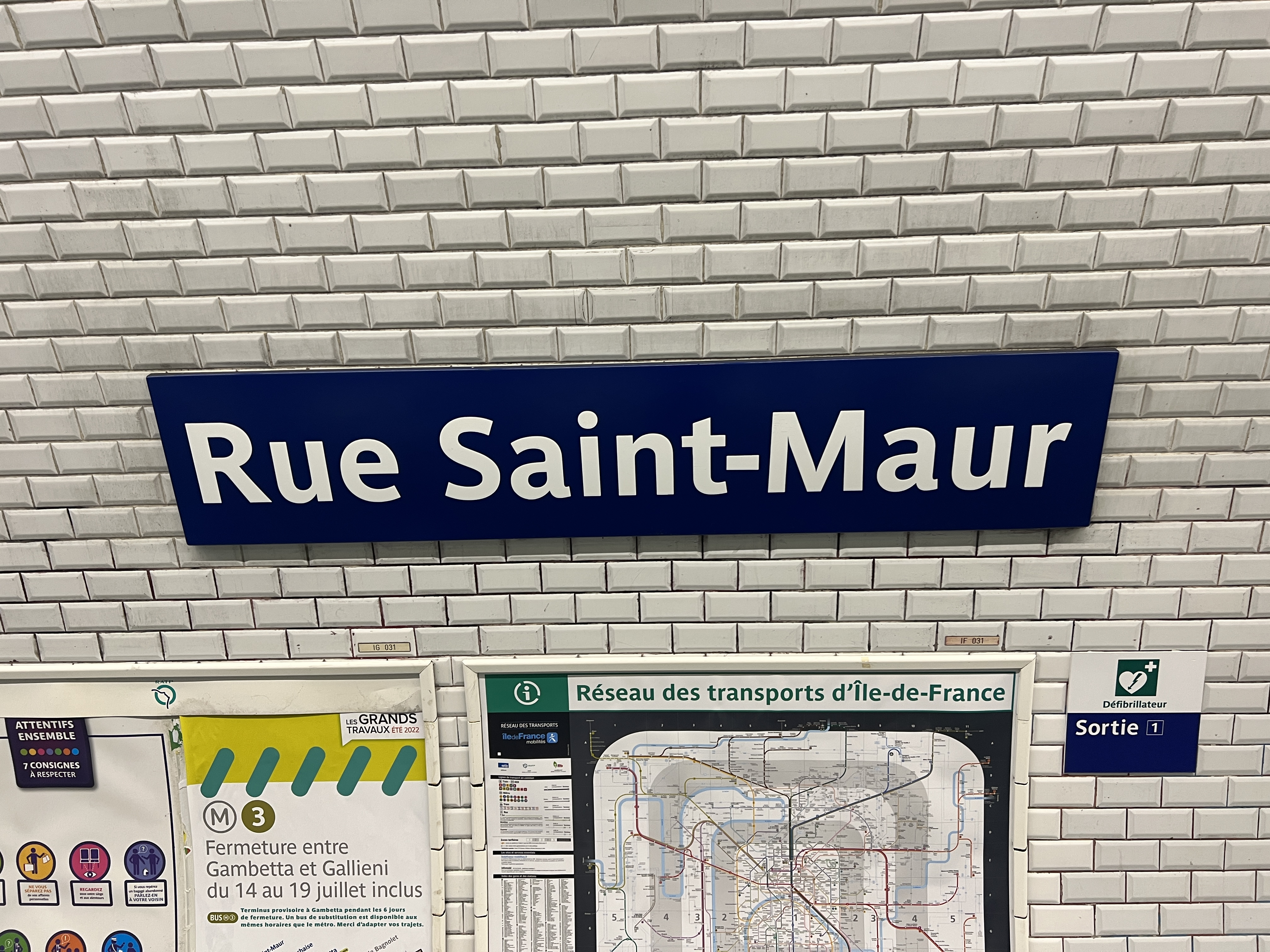
Plaque émaillée indiquant le nom de la station.

### Intermodalité
La station est parmi les rares du métro de Paris à ne disposer d'aucune correspondance avec le réseau de bus RATP.

## À proximité
- ESCP Business School
- Square Georges-Sarre
- Lycée Voltaire
- Square Maurice-Gardette
- Atelier des Lumières
- Aktéon Théâtre